# Hegesinus von Pergamon
Hegesinus von Pergamon (altgriechisch Ἡγησίνους Hēgēsínus; † vor 155 v. Chr. in Athen) war ein antiker griechischer Philosoph. Er ist identisch mit dem Philosophen „Hegesilaos“, den Clemens von Alexandria erwähnt. Vielleicht ist die nur bei Clemens überlieferte Form „Hegesilaos“ ein Schreibfehler, doch kann es sich auch um eine Namensvariante handeln. Nicht authentisch ist die Namensform „Hegesinos“.

## Leben
Hegesinus stammte aus der Stadt Pergamon im Westen Kleinasiens. Pergamon war damals die Hauptstadt des gleichnamigen Königreichs, in dem das Geschlecht der Attaliden herrschte. Über Hegesinus’ Familie und Kindheit ist nichts bekannt. Seine Ausbildung erhielt er an der Platonischen Akademie in Athen, der von Platon gegründeten Philosophenschule. Dort war Euandros von Phokaia sein Lehrer. Evandros soll ein renommierter Philosoph gewesen sein, doch ist über seine Ansichten nichts überliefert. Hegesinus erlangte in der Akademie die Stellung des Scholarchen (Schuloberhaupts). Zu seinen Schülern zählte der berühmte Philosoph Karneades von Kyrene, der vor 155 v. Chr. sein Nachfolger als Scholarch wurde.
In der Akademie hatte sich im 3. Jahrhundert v. Chr. eine Richtung durchgesetzt, die als „jüngere Akademie“ bezeichnet wird. Ihr Merkmal ist der Skeptizismus, der prinzipielle Zweifel an der Beweisbarkeit philosophischer Aussagen. Auch Hegesinus gehörte sicher zu den Vertretern der „akademischen Skepsis“. Über seine Philosophie ist aber nichts Näheres bekannt und es sind keine von ihm stammenden Schriften erhalten geblieben.